# Complexo-Simples
Complexo-Simples (em alemão: Kompliziert-Einfach) é uma pintura a óleo sobre tela realizada pelo artista russo Wassily Kandinsky em 1939.